# BNXT League 2025/26
Het BNXT League-seizoen 2025/26 is het vijfde seizoen van de hoogste basketbalcompetitie voor België en Nederland. Aan de competitie doen 18 teams mee, waarvan er tien uit België komen en acht uit Nederland. QSTA United verdween na vier seizoenen uit de competitie. Zij eindigden vorig seizoen als laatste in de reguliere competitiestand en door de aangescherpte licentieregels werd er in eerste instantie geen licentie gegeven aan de club uit Bemmel. Deze degradatie werd begin mei definitief.

## Deelnemende teams
| Club                       | Coach                 | Locatie          | Arena                          | Capaciteit | Ontstaan | Landstitels |
| België                     | België                | België           | België                         | België     | België   | België      |
| -------------------------- | --------------------- | ---------------- | ------------------------------ | ---------- | -------- | ----------- |
| Windrose Giants Antwerp    | Roel Moors            | Antwerpen        | Lotto Arena                    | 5.218      | 1995     | 1           |
| Brussels Basketball        | Serge Crèvecoeur      | Brussel          | Complexe de Neder-Over-Hembeek | 1.200      | 1957     | –           |
| Kangoeroes Basket Mechelen | Tony Van den Bosch    | Mechelen         | Sporthal Winketkaai            | 1.500      | 2009     | –           |
| Kortrijk Spurs             | Johan Roijakkers      | Kortrijk         | Sportcampus Lange Munte        | 2.400      | 2019     | –           |
| Stella Artois Leuven Bears | Kristof Michiels      | Leuven           | Sportoase                      | 3.400      | 1999     | –           |
| Hubo Limburg United        | Raymond Westphalen    | Hasselt          | Sporthal Alverberg             | 1.730      | 2014     | –           |
| Union Mons-Hainaut         | Frank De Meulemeester | Bergen           | Mons.Arena                     | 4.000      | 1959     | –           |
| Okapi Aalst                | Olivier Foucart       | Aalst            | Okapi Forum                    | 2.800      | 1949     | –           |
| BC Oostende                | Georgios Dedas        | Oostende         | COREtec Dôme                   | 5.000      | 1970     | 26          |
| Spirou Charleroi           | Sam Rotsaert          | Charleroi        | Spiroudome                     | 6.200      | 1989     | 10          |
| Nederland                  |                       |                  |                                |            |          |             |
| PrismaWorx BAL             | Radenko Varagić       | Weert            | Sporthal Boshoven              | 1.000      | 2013     | –           |
| Den Helder SUNS            | Paul Vervaeck         | Den Helder       | Sportcentrum Quelderduyn       | 1.000      | 2016     | 6           |
| Donar                      | / Jason Dourisseau    | Groningen        | Martiniplaza                   | 4.350      | 1951     | 7           |
| Rotterdam City Basketball  | Tim Arns              | Rotterdam        | Topsportcentrum Rotterdam      | 2.500      | 1954     | –           |
| Heroes Den Bosch           | Erik Braal            | 's-Hertogenbosch | Maaspoort                      | 2.800      | 1952     | 18          |
| Landstede Hammers          | Gaëlle Bouzin         | Zwolle           | Landstede Sportcentrum         | 1.200      | 1995     | 1           |
| LWD Basket                 | Vincent van Sliedregt | Leeuwarden       | Sportcentrum Kalverdijkje      | 1.700      | 2004     | –           |
| Zorg en Zekerheid Leiden   | Doug Spradley         | Leiden           | Sportcomplex 1574              | 2.435      | 1958     | 6           |

### Trainerswissels
| Club               | Trainer       | Reden voor vertrek | Vertrekdatum | Positie       | Vervangende trainer   | Begindatum  |
| ------------------ | ------------- | ------------------ | ------------ | ------------- | --------------------- | ----------- |
| BC Oostende        | Dario Gjergja | Einde contract     | 30 juni 2025 | Voorbereiding | Georgios Dedas        | 1 juli 2025 |
| Union Mons-Hainaut | Vedran Bosnić | Einde contract     | 30 juni 2025 | Voorbereiding | Frank De Meulemeester | 1 juli 2025 |
| Okapi Aalst        | Eddy Casteels | Onderling overleg  | 30 juni 2025 | Voorbereiding | Olivier Foucart       | 1 juli 2025 |